# J.D. 에버모어
J.D. 에버모어(J. D. Evermore, 1968년 11월 15일 ~ )는 미국의 배우이다.

## 출연 작품

### 영화
- 팔머 (2021년)
- 스틸 컨트리 (2018년)
- 어쌔신 걸스 (2018년)
- 퍼스트맨 (2018년) - 크리스 크래프트 역
- 스위트 라이프 (2016년)
- 더 듀얼 (2016년)
- 리브 바이 나이트 (2016년)
- 딥워터 호라이즌 (2016년) - 드웨이 A. 리베트 역
- 리버 가드 (2015년)
- 매기 (2015년) - 홀트 역
- 트럼보 (2015년)
- 챔피언 프로그램 (2015년) - 테일윈드 에그셋 역
- 배드 컨트리 (2014년) - 머피 역
- 제임스 브라운 (2014년)
- 151경기 (2014년)
- 라스트 홈 (2014년) - 태너 역
- 와일드 (2014년) - 클린트 역
- 혹성탈출: 반격의 서막 (2014년) - 스나이퍼 역
- 달라스 바이어스 클럽 (2013년) - 클린트 역
- 미스테리어스 아일랜드 (2012년)
- 미팅 이블 (2012년)
- 스톨른 (2012년) - 루키 역
- 장고: 분노의 추적자 (2012년) - O.B. 역
- 트랜짓 (2012년) - 듀세트 역
- 저스티스 (2012년) - 엘리베이터 남 역
- 더 샤프롱 (2011년)
- 제프 후 리브스 앳 홈 (2011년)
- 티킹 클락 (2011년)
- 마이애미 대침몰 (2011년) - Dr. 브래드 터너 역
- 51구역 (2011년) - 스미스 역
- 세컨즈 어파트 (2011년)
- 메카닉 (2011년)
- 레전더리 (2010년)
- 더 카멜레온 (2010년)
- 조나 헥스 (2010년)
- 알라바마 문 (2009년) - 올리버 블레이크 역
- 스틸 웨이팅... (2009, Still Waiting...)
- 악질경찰 (2009년) - 릭 피츠시몬 역
- 필립 모리스 (2009년)
- 후 두 유 러브 (2008년)
- 딜-투페어 (2008년)
- 루피언 (2007년)
- 그레이트 디베이터스 (2007년)
- 스톱로스 (2007년) - 레이니 역
- 글로리 로드 (2006년)
- 가디언 (2006년)
- 웨이팅 (2005, Waiting...)
- 앙코르 (2005년)
- 싱글 앤드 딜링 위드 잇 (2003년) - 로버트 역
- 루키 (2002년)
- 피크닉 (2000년)
- 엣 애니 코스트 (2000년)
- 헬 스웜 (2000년)

### 텔레비전
- 시티 레인져 (1998)
- 프리즌 브레이크 (2006)
- 렉티파이 (2013-16)
- 트루 디텍티브 (2014)
- 클록 & 대거 (2018-19)